# Григорьев, Сергей Ефимович
Сергей Ефимович Григорьев (1907—1955) — главный инженер комбината «Молотовуголь», Герой Социалистического Труда.

## Биография
Родился в 1907 году в посёлке Дружковка Донецкой области в семье шахтёра. Русский. Образование 7 классов.
С 1927 года работал в Краснодонском рудоуправлении. Прошёл путь от чернорабочего до участкового маркшейдера.
В 1937 году окончил Днепропетровский горный институт и был направлен в Донбасс главным маркшейдером, затем стал начальником технического отдела треста «Дзержинскуголь» и проработал в этой должности до ухода на оборонные работы. За образцовое выполнение оборонных работ в феврале 1942 года С. Е. Григорьев награждён медалью «За трудовое отличие».
В 1942 году был откомандирован в комбинат «Кизелуголь» в Молотовскую область. Работал заместителем начальника и начальником технического управления.
В 1945—51 годах был главным инженером комбината «Молотовуголь». Проявил себя как замечательный специалист горного дела. Был инициативным и глубоко эрудированным в техническом отношении инженером, новатором, великолепным организатором производства.
Григорьев высказал несколько гипотез причины проявления горных ударов, предложил и осуществил на шахтах бассейна ряд оригинальных решений по их предупреждению. Дальнейшие систематические исследования проблемы горных ударов под руководством Всесоюзного научно-исследовательского института горной геомеханики и маркшейдерского дела и при активном участии С. Е. Григорьева явились ценным вкладом в отечественную горную науку.
Указом Президиума Верховного Совета СССР от 28 августа 1948 года за выдающиеся успехи в деле увеличения добычи угля, восстановления и строительства угольных шахт и внедрения передовых методов работы, обеспечивших значительный рост производительности труда Григорьеву Сергею Ефимовичу присвоено звание Героя Социалистического Труда с вручением ордена Ленина и золотой медали «Серп и Молот».
В 1951—54 годах С. Е. Григорьев работал главным инженером треста «Осинникиуголь» комбината «Кузбассуголь». Затем был переведён в Москву в Институт горного дела имени А. А. Скочинского.
Умер в 1955 году.

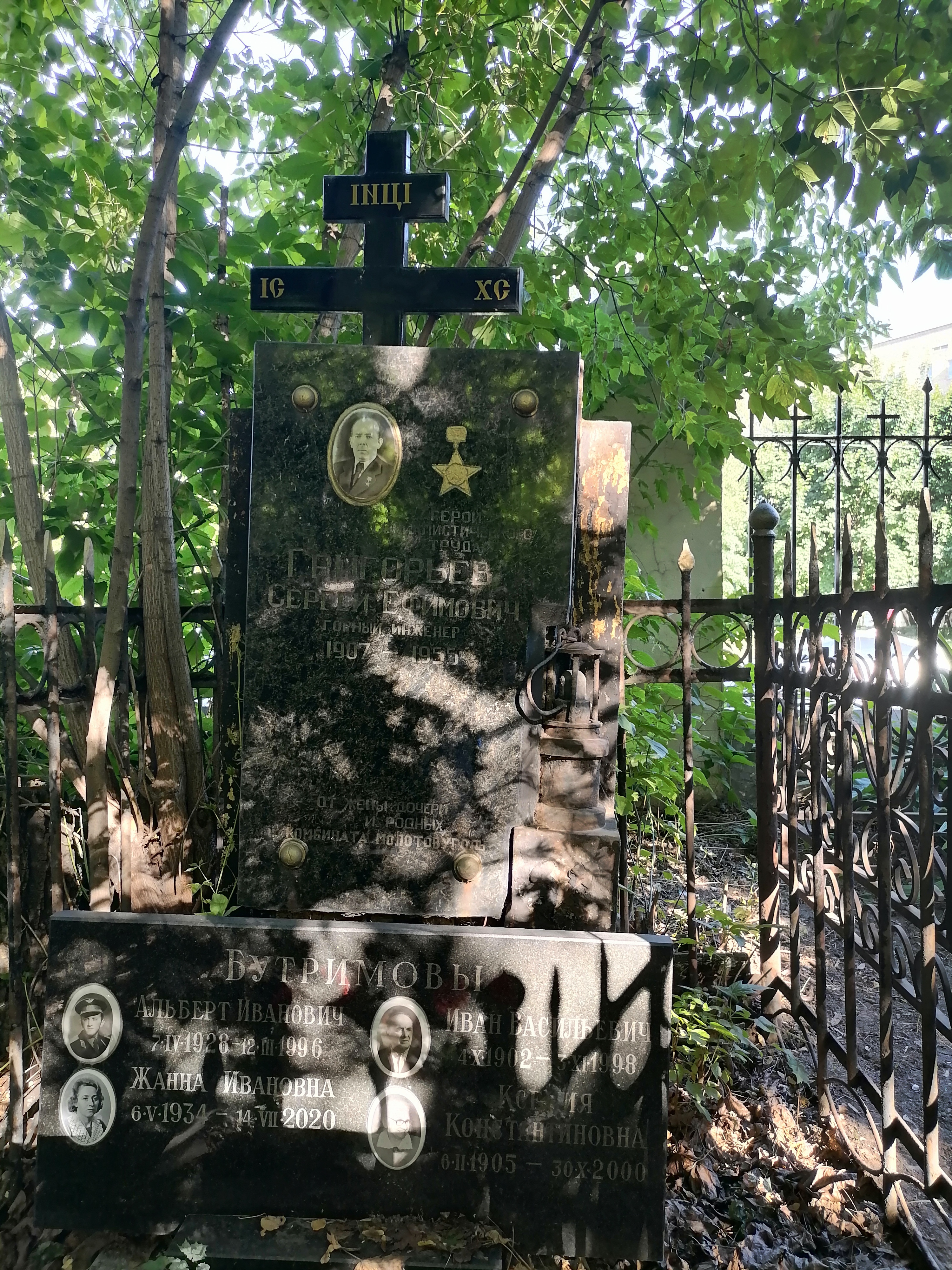
Могила на Ваганьковском кладбище

Похоронен в Москве на Ваганьковском кладбище (1 уч.).
Награждён орденом Ленина, медалью «За трудовое отличие».